# Václav Varaďa
Václav Varaďa (* 26. April 1976 in Vsetín, Tschechoslowakei) ist ein ehemaliger tschechischer Eishockeyspieler und derzeitiger -trainer. Der rechte Flügelstürmer absolvierte unter anderem über 500 Spiele in der National Hockey League, den Großteil davon für die Buffalo Sabres. Mit der tschechischen Nationalmannschaft gewann er zwei Goldmedaillen bei Weltmeisterschaften. Von 2017 bis 2022 war er Cheftrainer des HC Oceláři Třinec, mit dem dreimal in Folge die tschechische Meisterschaft gewann. Zuletzt war er bis Januar 2024 in gleicher Funktion beim Ligakonkurrenten HC Dynamo Pardubice tätig.

## Karriere
Václav Varaďa begann seine Karriere als Eishockeyspieler im Nachwuchsbereich des HC Kopřivnice. 1992 wechselte er zum HC Vítkovice, für dessen Profimannschaft er in der Saison 1992/93 sein Debüt in der letzten Spielzeit der höchsten tschechoslowakischen Eishockeyspielklasse, der 1. Liga, gab. In der folgenden Spielzeit erzielte der Angreifer in insgesamt 29 Spielen 15 Scorerpunkte, woraufhin er im NHL Entry Draft 1994 in der vierten Runde als insgesamt 89. Spieler von den San Jose Sharks ausgewählt wurde, für die er allerdings nie spielte. Stattdessen spielte er je eine Spielzeit lang in der kanadischen Juniorenliga Western Hockey League für die Tacoma Rockets, die ihn im CHL Import Draft 1994 als insgesamt zweiten Spieler gezogen hatten, und deren Nachfolgeteam, die Kelowna Rockets. In diesem Zeitraum transferierten die San Jose Sharks den Tschechen zu ihrem Ligarivalen Buffalo Sabres, für die er in der Saison 1995/96 erstmals in der National Hockey League auf dem Eis stand.
Für Buffalo spielte Varaďa in den folgenden acht Jahren regelmäßig in der NHL, wobei er in seinen ersten drei Spielzeiten im Franchise der Sabres parallel für deren Farmteam aus der American Hockey League, die Rochester Americans, auflief. Am 25. Februar 2003 wurde der Linksschütze zusammen mit einem Fünftrunden-Wahlrecht im NHL Entry Draft 2003 im Tausch gegen seinen Landsmann Jakub Klepiš zu den Ottawa Senators transferiert. Mit den Senators erreichte er in der Saison 2002/03 auf Anhieb die Finalspiele um den Stanley Cup, in denen er mit seiner Mannschaft den New Jersey Devils knapp mit 3:4 Siegen unterlag. Für Ottawa war er insgesamt dreieinhalb Jahre aktiv, wobei er den Lockout während der NHL-Saison 2004/05 bei seinem Ex-Club HC Vítkovice Steel in der Extraliga überbrückte.
Im Sommer 2006 unterschrieb Varaďa beim HC Davos aus der Schweizer Nationalliga A, mit dem er zunächst den Spengler Cup gewann, sowie anschließend zum ersten und einzigen Mal in seiner Laufbahn die Schweizer Meisterschaft. Im Anschluss an diesen Erfolg wechselte der Flügelspieler zu deren Ligarivalen SCL Tigers, für die er in 37 Spielen insgesamt 32 Scorerpunkte erzielte. In der Spielzeit 2008/09 stand der zweifache Weltmeister wieder beim HC Vítkovice Steel unter Vertrag, bevor er im November 2009, nach 19 Spielen der Saison 2009/10, an den HC Kometa Brno ausgeliehen wurde.
Im August 2010 wechselte er vom HC Vítkovice zum HC Oceláři Třinec. Mit diesem gewann er am Ende der Saison 2010/11 den tschechischen Meistertitel. Nach der Saison 2013/14 beendete er seine aktive Karriere.
Nachdem er mit dem Ende seiner aktiven Karriere in die Position des Assistenztrainers beim HC Oceláři Třinec gewechselt war, übernahm Varaďa in der Saison 2016/17 die tschechische U18-Junioren-Nationalmannschaft und gewann mit dieser beim Ivan Hlinka Memorial Tournament 2016 die Goldmedaille. Zur Spielzeit 2017/18 kehrte er zum HC Oceláři Třinec zurück, den er nun als Cheftrainer übernahm. Parallel betreute er zwischen 2018 und 2020 die U20-Junioren-Nationalmannschaft Tschechiens, mit der er jeweils das Viertelfinale der U20-Weltmeisterschaften 2019 und 2020 erreichte. Mit Třinec wurde er 2018 Vizemeister sowie 2019, 2020 und 2022 dreimal in Folge tschechischer Meister. Anschließend beendete er sein Engagement bei dem Klub. Ab Sommer 2023 war er in gleicher Funktion beim Ligakonkurrenten HC Pardubice tätig, wurde jedoch im Januar 2024 durch Marek Zadina ersetzt.

### International
Für Tschechien nahma Varaďa an den U20-Junioren-Weltmeisterschaften 1995 und 1996 sowie den Weltmeisterschaften 2000 und 2005 teil. Zudem kommt er seit 2007, seitdem er wieder in Europa spielt, bei Test-Länderspielen und bei Turnieren der Euro Hockey Tour zum Einsatz.

## Erfolge und Auszeichnungen
| - 1996 Calder-Cup-Gewinn mit den Rochester Americans - 1997 Teilnahme am AHL All-Star Classic - 1998 Teilnahme am AHL All-Star Classic - 2006 Spengler-Cup-Gewinn mit dem HC Davos - 2007 Schweizer Meister mit dem HC Davos - 2011 Tschechischer Meister mit dem HC Oceláři Třinec | - 2015 Tschechischer Vizemeister mit dem HC Oceláři Třinec (als Assistenztrainer) - 2018 Tschechischer Vizemeister mit dem HC Oceláři Třinec (als Cheftrainer) - 2019 Tschechischer Meister mit dem HC Oceláři Třinec (als Cheftrainer) - 2019 Trainer des Jahres der Extraliga - 2021 Tschechischer Meister mit dem HC Oceláři Třinec (als Cheftrainer) - 2021 Trainer des Jahres der Extraliga - 2022 Tschechischer Meister mit dem HC Oceláři Třinec (als Cheftrainer) - 2022 Trainer des Jahres der Extraliga |

### International
- 2000 Goldmedaille bei der Weltmeisterschaft
- 2005 Goldmedaille bei der Weltmeisterschaft
- 2016 Goldmedaille beim Ivan Hlinka Memorial Tournament (als Cheftrainer)

## Karrierestatistik

### International
Vertrat Tschechien bei:
| - U18-Junioren-Europameisterschaft 1994 - U20-Junioren-Weltmeisterschaft 1995 - U20-Junioren-Weltmeisterschaft 1996 | - Weltmeisterschaft 2000 - Weltmeisterschaft 2005 |

(Legende zur Spielerstatistik: Sp oder GP = absolvierte Spiele; T oder G = erzielte Tore; V oder A = erzielte Assists; Pkt oder Pts = erzielte Scorerpunkte; SM oder PIM = erhaltene Strafminuten; +/− = Plus/Minus-Bilanz; PP = erzielte Überzahltore; SH = erzielte Unterzahltore; GW = erzielte Siegtore; 1 Play-downs/Relegation; Kursiv: Statistik nicht vollständig)